# Franz Hermann Müller
Franz Hermann Müller (meist: Franz H. Müller; * 2. Mai 1900 in Berlin; † 21. Oktober 1994 in Saint Paul (Minnesota)) war ein deutscher katholischer Sozialtheoretiker.

## Leben und Werk
Nach dem externen Abitur 1919 studierte Müller an der Handelshochschule Berlin, bis er 1922 als Diplom-Kaufmann bei Werner Sombart mit einer Arbeit über die wirtschafts- und sozialwissenschaftlichen Anschauungen von Thomas von Aquin abschloss. In Berlin traf er den Jesuitenpater Heinrich Pesch, den Pionier der katholischen Soziallehre. In Köln promovierte er 1925 bei Leopold von Wiese (Zur Theorie der Funktionen des modernen Unternehmers). Während seiner Kölner Zeit wohnte er bei Benedikt Schmittmann, der im Konzentrationslager starb. Er traf im „Grosche-Wust-Kreis“ führende Persönlichkeiten der katholischen Soziallehre und der christlichen Gewerkschaftsbewegung, u. a. Nikolaus Ehlen und Paul Jostock. In Berlin wurde er Assistent von Götz Briefs am Institut für Betriebssoziologie an der TH Charlottenburg, 1928 Assistent von Theodor Brauer an der TH Karlsruhe. Mit Brauer ging er nach Köln, als er in Nachfolge von Max Scheler das Forschungsinstitut für Sozialwissenschaften übernahm. Zu dieser Zeit gehörte Müller als jüngstes Mitglied dem „Königswinterer Kreis“ an, der unter entscheidender Mitwirkung des Jesuiten Oswald von Nell-Breuning die Grundlagen der Enzyklika Quadragesimo anno (1931) erarbeitete.
Nach der Machtübernahme der Nationalsozialisten verlor Müller 1934 seine Assistentenstelle und zog seine Habilitationsschrift (Soziale Theorie des Betriebes) zurück. 1936 folgte er einem Ruf an die St. Louis University (Missouri, USA). Er begann die Gedanken von Heinrich Pesch in den USA zu verbreiten. 1940 holte ihn der inzwischen exilierte Theodor Brauer an das College of St. Thomas in Saint Paul (Minnesota), wo er bis zu seiner Emeritierung 1968 lehrte. Gastprofessuren führten ihn nach Köln (1950) und Wien (1957/58).
Müller entwickelte die katholische Soziallehre weiter und trug zu ihrer Verbreitung in den USA bei sowie zur interdisziplinären Forschung zwischen Wirtschaftswissenschaften und Sozialethik. Besonders Peschs Sozialphilosophie (Christlicher Solidarismus) stellt er als Fundament seiner Lehre von der Wirtschaft dar. Sie beeinflusste die Sozialenzyklika Laborem exercens (1981). Spuren finden sich auch im amerikanischen Kommunitarismus bei Amitai Etzioni.

## Schriften
- Franz Hitze und sein Werk, 1928
- Heinrich Pesch. Sein Leben und seine Lehre, 1941, (deutsch 1980) ISBN 978-3761605356
- Soziologische Theorie des Betriebes, 1952
- Kirche und Industrialisierung, 1971
- Heinrich Pesch (1854–1926). Social Philosopher and Economist. The Currency of the Idea of Solidarism, in: Jahrbuch für Christliche Sozialwissenschaften, 1977, Bd. 18, S. 854–192